# 白兎夕季
白兎 夕季（しらと ゆき、11月5日 - ）は、日本の女性声優。カレイドスコープ所属。アミューズメントメディア総合学院声優学科卒業。青森県出身。

## 人物
2014年7月7日、300円のガチャガチャで『美少女戦士セーラームーン』の主人公月野うさぎがセーラームーンに変身する変身アイテム「変身ブローチ」を購入した近況に因み、変身後の姿が出演作の日本テレビ版『HUNTER×HUNTER』のゲルという内容をブログに投稿し、喜びを表した。

## 出演
太字はメインキャラクター。

### テレビアニメ
- HUNTER×HUNTER（第2作）（2014年、ゲル[3][4]）
- 牙狼〈GARO〉 -炎の刻印-（2014年、アガタ）
- 牙狼 -紅蓮ノ月-（2016年、侍女）
- THE GOD OF HIGH SCHOOL ゴッド・オブ・ハイスクール（2020年[5]、イ・ヒャンダン）
- ラーメン赤猫（2024年、みすず[6]）

### 劇場アニメ
- きみの声をとどけたい[7]（女子）

### PVアニメ
- いたずらぐまのグル〜ミ〜（ピティーくん）

### ゲーム
- アヴァロンの鍵オンライン（天宮琴音）
- 鬼武者Soul（天宮琴音、天宮楓）
- Que 〜エンシェントリーフの妖精〜（つー子、学級委員）
- クロバラノワルキューレ Black Rose Valkyrie（ソル[8]）
- 蒼空のフロンティア（天宮琴音）
- 探偵オペラ ミルキィホームズ（女性、コンピュータ）
- ニーア・レプリカント（村人 他）
- ナナミの教えてEnglish DS 〜めざせTOEIC TESTマスター〜（ヴェロッキオ[9]）
- ナナミの教えて英文法 DS 〜基礎から学ぶステップアップ学習〜（ヴェロッキオ）

### ドラマCD
- あにゃまる探偵キルミンずぅ アソートCD（1）（2）（有若アル）
- 少女ファイトドラマCD 野良犬たちのおもいで（女子バレー部員A、喫茶店ウェイトレス）
- 多数欠 ドラマCD(神臣)

### ラジオ
- WebMoney Presents 天宮琴音のオンラインゲームラジオ （HiBiKi Radio Station、2010年10月4日 - 2011年4月4日）

### 吹き替え
- ポンペイ最後の日

### 舞台
- はちみつシアターvol.7「メロヘン」（ロイヤル）
- WA-la-mode「恋愛戯曲」（作:鴻上尚史）（京子）

### パチンコ
- CRびっくりぱちんこ巨人の星